# 迪芬巴克-莱沃尔特
迪芬巴克-莱沃尔特（法語：Dieffenbach-lès-Wœrth，发音：[difənbak.lɛ.vœʁt] 或 [difənbax.lɛ.vœʁt]；德语：Diefenbach），或意译作沃尔特附近迪芬巴克，是法国下莱茵省的一个市镇，属于阿格诺-维桑堡区（Haguenau-Wissembourg）和赖什索芬县（Reichshoffen）。该市镇总面积3.61平方公里，2009年时的人口为342人。

## 人口
迪芬巴克-莱沃尔特人口变化图示